# Dryopsophus spenceri
Espèce
Synonymes
- Hyla maculata Spencer, 1901 nec Gray, 1830
- Litoria maculata (Spencer, 1901)
- Litoria spenceri Dubois, 1984

Statut de conservation UICN

 CR B2ab(ii,iii,iv,v) : 
En danger critique
Dryopsophus spenceri est une espèce d'amphibiens de la famille des Pelodryadidae.

## Répartition
Cette espèce est endémique d'Australie. Elle se rencontre entre 200 et 1 100 m d'altitude du Parc national du lac Eildon dans l'État de Victoria au mont Kosciuszko en Nouvelle-Galles du Sud. La zone de répartition de cette espèce est estimée à 5 km2.

## Habitat
Elle vit dans une petite zone des forêts sclérophyles.

## Description
Dryopsophus spenceri est une grenouille arboricole. 
Les mâles mesurent de 24 à 41 mm et les femelles de 37 à 52 mm.

## Dryopsophus spenceriet l'homme
Elle est en voie d'extinction. Sa raréfaction est due à la modification de son biotope et à l'introduction d'espèces prédatrices nouvelles comme les Gambusia, la truite arc-en-ciel et la truite fario. On ne connait pas précisément sa population mais on suppose qu'elle est inférieure à 5 000 individus.

## Étymologie
Cette espèce est nommée en l'honneur de Walter Baldwin Spencer.

## Publications originales
- Dubois, 1984 : Miscellanea nomenclatorica batrachologica (V). Alytes, vol. 3, fasc. 3, p. 111-116.
- Spencer, 1901 : Two new species of frogs from Victoria. Proceedings of the Royal Society of Victoria, vol. 13, p. 176-178 (texte intégral).